# مار و پله (فیلم)
مار و پله (اسپانیایی: El juego de la oca‎) یک فیلم است که در سال ۱۹۶۵ منتشر شد.